# Cladistics: the international journal of the Willi Hennig Society
Cladistics: the international journal of the Willi Hennig Society (abreviado Cladistics) es una revista con ilustraciones y descripciones botánicas que es publicada en Londres desde el año 1985.